# Ilchunaia
Ilchunaia es un género extinto de mesoeucrocodiliano sebécido. Sus fósiles han sido hallados en la formación Divisadero Largo de Argentina, que datan de finales del Eoceno, y de una localidad en Mendoza, que se remonta hasta el periodo Oligoceno. Se conoce poco material de este género, con sólo la parte anterior del cráneo disponible para su estudio (el holotipo se ha perdido).
La clasificación de Ilchunaia dentro de Sebecosuchidae ha sido cuestionada en el pasado, y muchos análisis filogenéticos recientes han mostrado que la familia era enteramente parafilética, con algunos miembros siendo probablemente sebecosuquios basales ancestrales a los baurusúquidos.